# 포츠레다

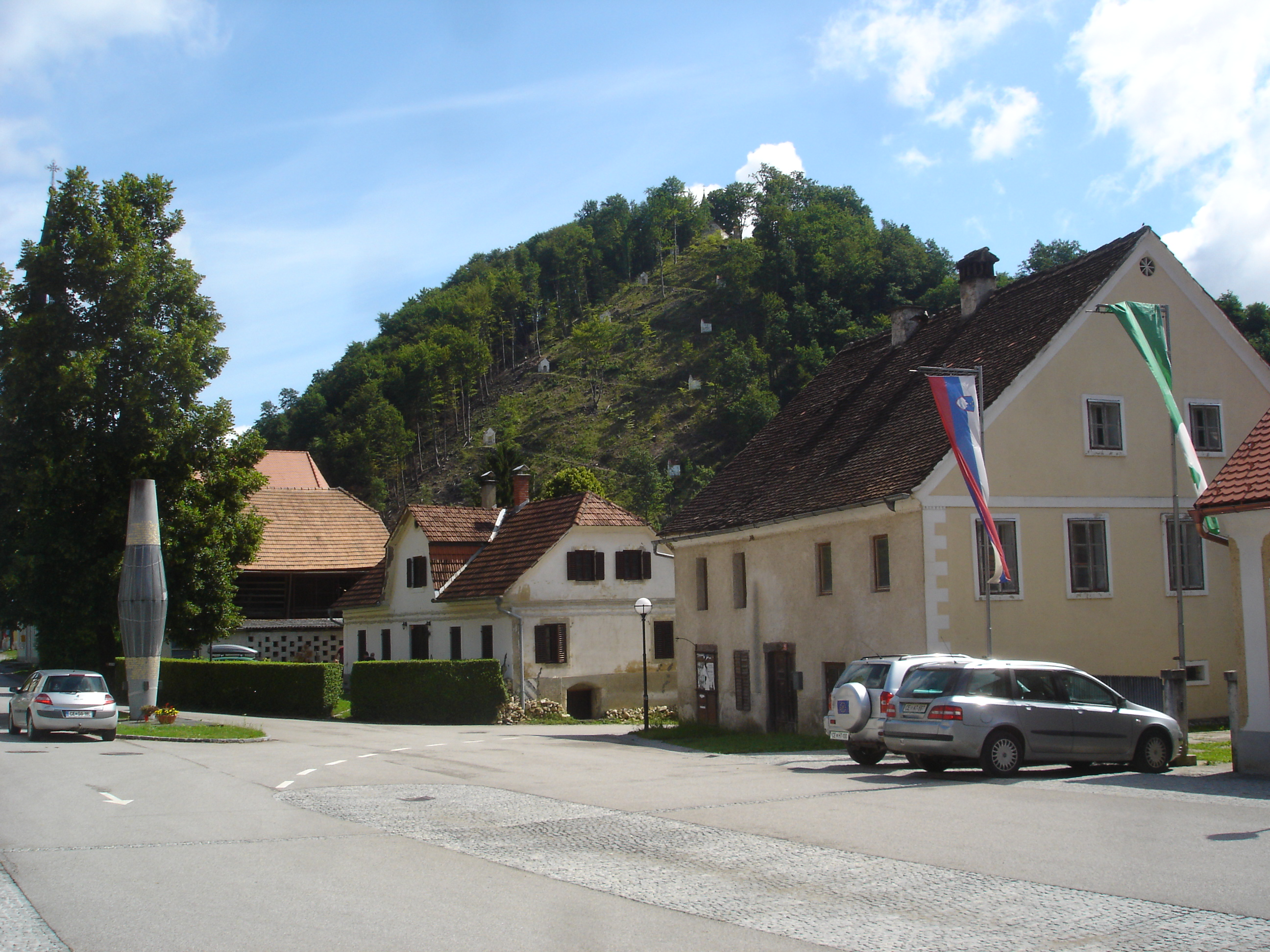

포츠레다(슬로베니아어: Podsreda [pɔˈtsɾeːda])는 슬로베니아에 있는 마을이다. 도시 이름은 크로아티아어에서 유래가 되었다. 나무, 음식이 생산된다.